# Tholymis citrina
Tholymis citrina là loài chuồn chuồn trong họ Libellulidae. Loài này được Hagen mô tả khoa học đầu tiên năm 1867.

## Hình ảnh

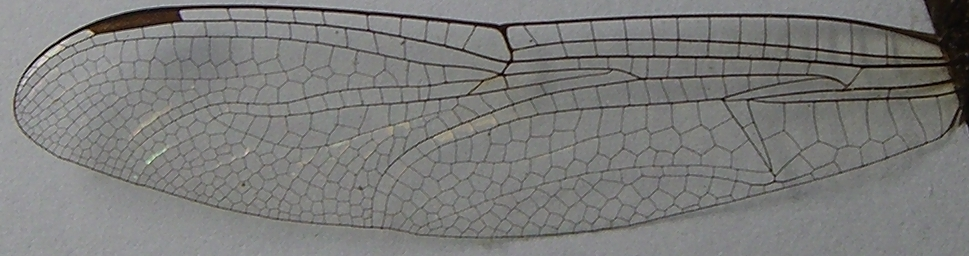